# 細微粉蝨
細微粉蝨（学名：Minutaleyrodes minutus）为粉蝨科微粉蝨屬下的一个种。其种加词“minutus”意为“微小的”。